# Tallgropspindel
Tallgropspindel (Silometopus incurvatus) är en spindelart som först beskrevs av O. Pickard-Cambridge 1873.  Tallgropspindel ingår i släktet Silometopus och familjen täckvävarspindlar. Arten är reproducerande i Sverige. Inga underarter finns listade i Catalogue of Life.